# Marquette-lez-Lille
Marquette-lez-Lille – miejscowość i gmina we Francji, w regionie Hauts-de-France, w departamencie Nord.
Według danych na rok 1990 gminę zamieszkiwały 11 013 osoby, a gęstość zaludnienia wynosiła 2266 osób/km² (wśród 1549 gmin regionu Nord-Pas-de-Calais Marquette-lez-Lille plasuje się na 74. miejscu pod względem liczby ludności, natomiast pod względem powierzchni na miejscu 691.).